# Eliphius von Rampillon

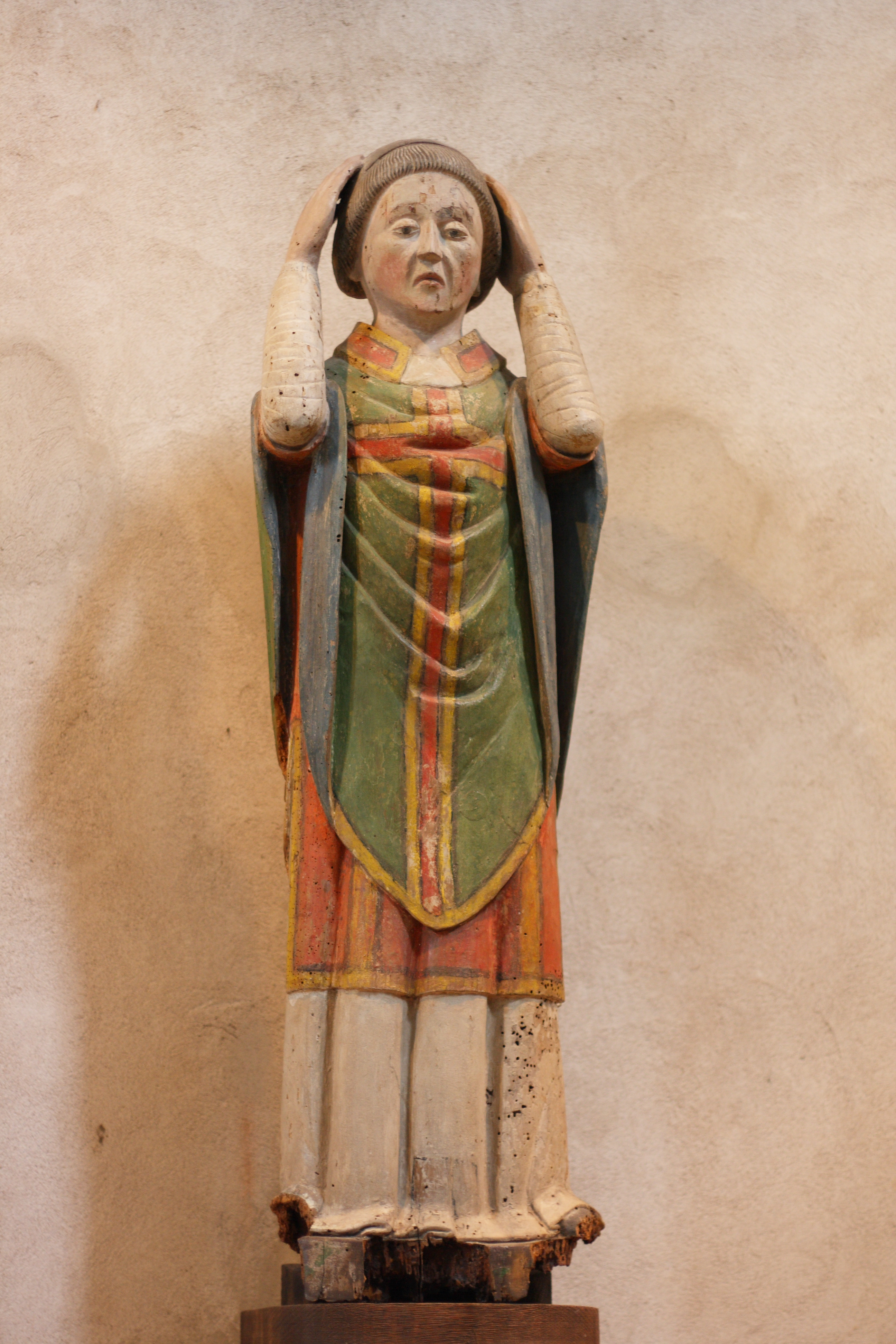
Eliphius-Statue in Groß St. Martin in Köln (Mitte 12. Jh.)

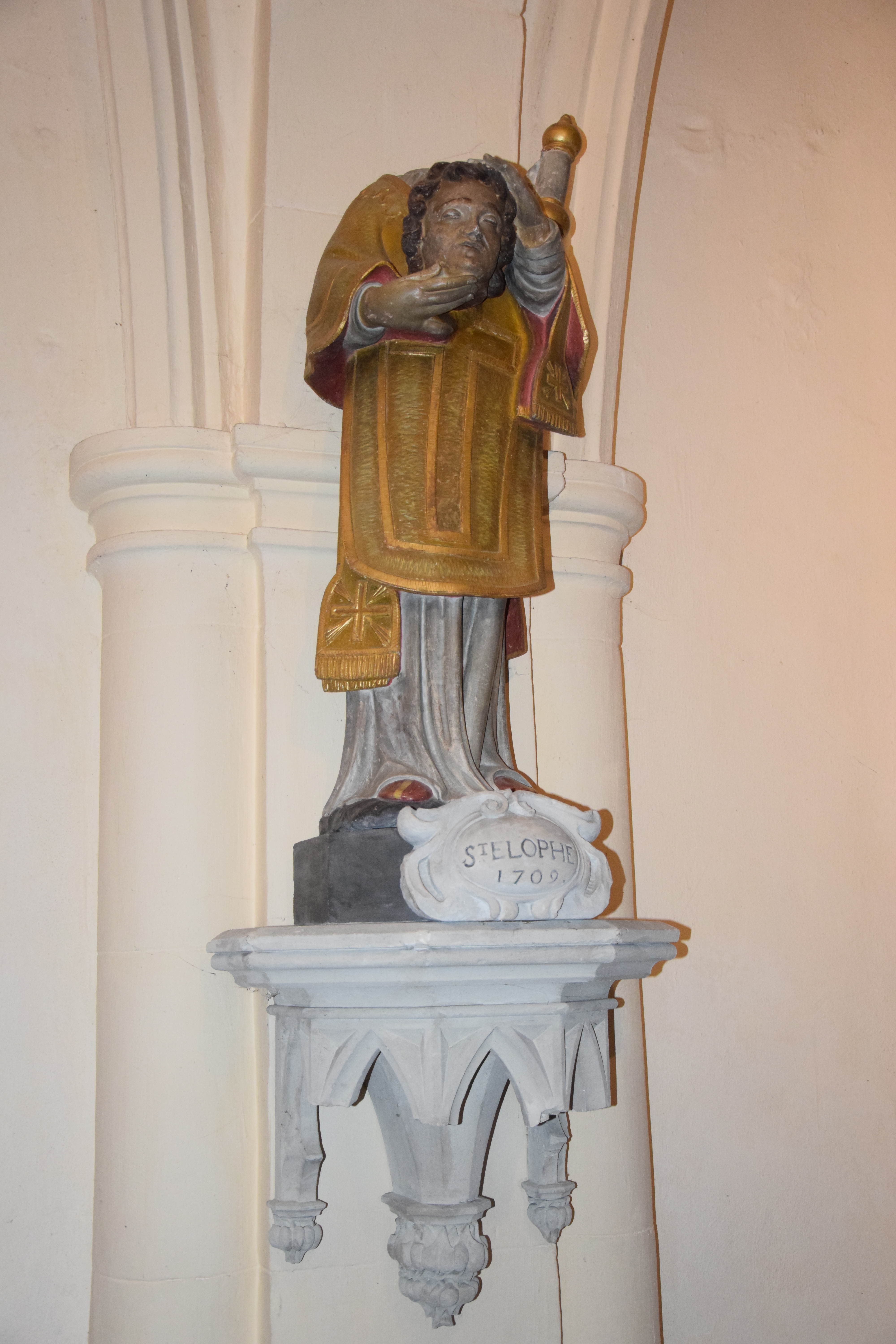
Eliphius-Statue in Domrémy-la-Pucelle (1709)

Eliphius von Rampillon (französisch St Elophe; † vielleicht 16. Oktober 362) war ein christlicher Diakon und Märtyrer aus Lothringen. Er wird von der katholischen Kirche als Heiliger verehrt; sein Festtag ist der 16. Oktober.

## Vita
Die Acta Sanctorum der Bollandisten schildern, dass Eliphius in der Nähe des heutigen, nach ihm benannten Ortes Saint-Élophe zu Heiden und Juden gepredigt und sie bekehrt habe. Da er trotz Aufforderung seinem christlichen Glauben nicht entsagt habe, sei er im Auftrag des römischen Kaisers Julian (Acta Sanctorum: durch Julian persönlich) auf der Stelle durch Enthauptung hingerichtet worden. Nach seinem Tode habe er sich erhoben und sei mit seinem Haupt in den Händen zur vorher bezeichneten Begräbnisstätte auf einem nahegelegenen Hügel gegangen:
„Durch die Kraft Christi erhob sich der blutige Leichnam, nahm das abgeschlagene Haupt in beide Hände und ging in Begleitung lobsingender Engel die tausend Schritte bis zu dem Berg, den Eliphius sich zur Grabstätte erwählt hatte. Dort setzte er sich auf einen weißen Stein, der sich selbst zur Ruhestätte des Heiligen öffnete und aushöhlte. Neben diesem Orte wurde der h. Eliphius begraben und über seinem Grabe eine Gnadenkirche gebaut.“
Als Ort von Eliphius’ Hinrichtung wird von einer anderen Quelle – dem Martyrologium romanum – auch Köln genannt. Als der Kölner Erzbischof Brun, der auch Herzog von Lothringen war, dort ein Konzil abhielt, soll ihm der Bischof von Toul den Körper des Märtyrers zum Geschenk gemacht haben. Im Jahr 959 seien die Reliquien im Rahmen einer größeren Stiftung Bruns an das Kloster Groß St. Martin nach Köln gelangt.

## Verehrung
Eliphius wird unter anderem in den Kirchen Saint-Éliphe in Rampillon sowie in Frenelle-la-Petite, Soulosse-sous-Saint-Élophe, Viviers-le-Gras sowie in weiteren Kirchen der Diözese Saint-Dié-des-Vosges als Schutzheiliger verehrt, in der Kirche Groß St. Martin ist er neben St. Martin der zweite Patron.